# テダン
テダン（フランス語: Théding、フランス語発音: [tedɛ̃]）は、フランスのグラン・テスト地域圏モゼル県にあるコミューン（自治体）。行政上は、フォルバック＝ブレ＝モゼル郡スティラン＝ヴェンデル小郡に所属する。東モゼルの生活圏に位置する。
この地域の住民は「テダンジョワ」（Thédingeois）と呼ばれている。

## 地理

### 位置・起源
テダンの村は、ヴァルントの砂質の窪地を見下ろす石灰岩台地に位置している。ヴァルントにあるコシュレンからウィムブルンネン渓谷を80m登ると、テダン創設のきっかけとなったこの小川の源泉に至る。村はテディンガーベルグの麓にあり、この丘は地域で2番目に高い地点で、標高378m（この地域で最も高いのは、標高387mのウタンのケルスベルグ）。テダンはこの丘によって北風から守られており、南向きの斜面が広がっている。ここは、前世紀までブドウ畑が営まれていた場所でもある。
テダンは、サンタヴォルド、フォルバック、サルグミーヌ、フレマン＝メルルバックといった都市部の中心から最大13kmの距離にあり、利便性に優れている。

### 面積
テダンの面積は813haで、そのうち240haが森林、80haが市街地となっている。テダンは、隣接する村のギルラン（Guirling）が完全に破壊されたことからその土地を得ていることに留意が必要である。三十年戦争で荒廃したギルランの土地は、1663年にテダンの住民に売却されている。

## 歴史
テダンは旧ロレーヌ公国に属していた。
テダンの近くには、へラッペル（Hierappel）と呼ばれる城があった。
1663年、旧村ギルランの地域は、テダンの住民に区画ごとに売却された。
ギヨーム・アンリ・ド・ナッサウ＝ザールブルク伯は、1765年にサン＝マルグリット教会を建設した。